# Team Picnic PostNL

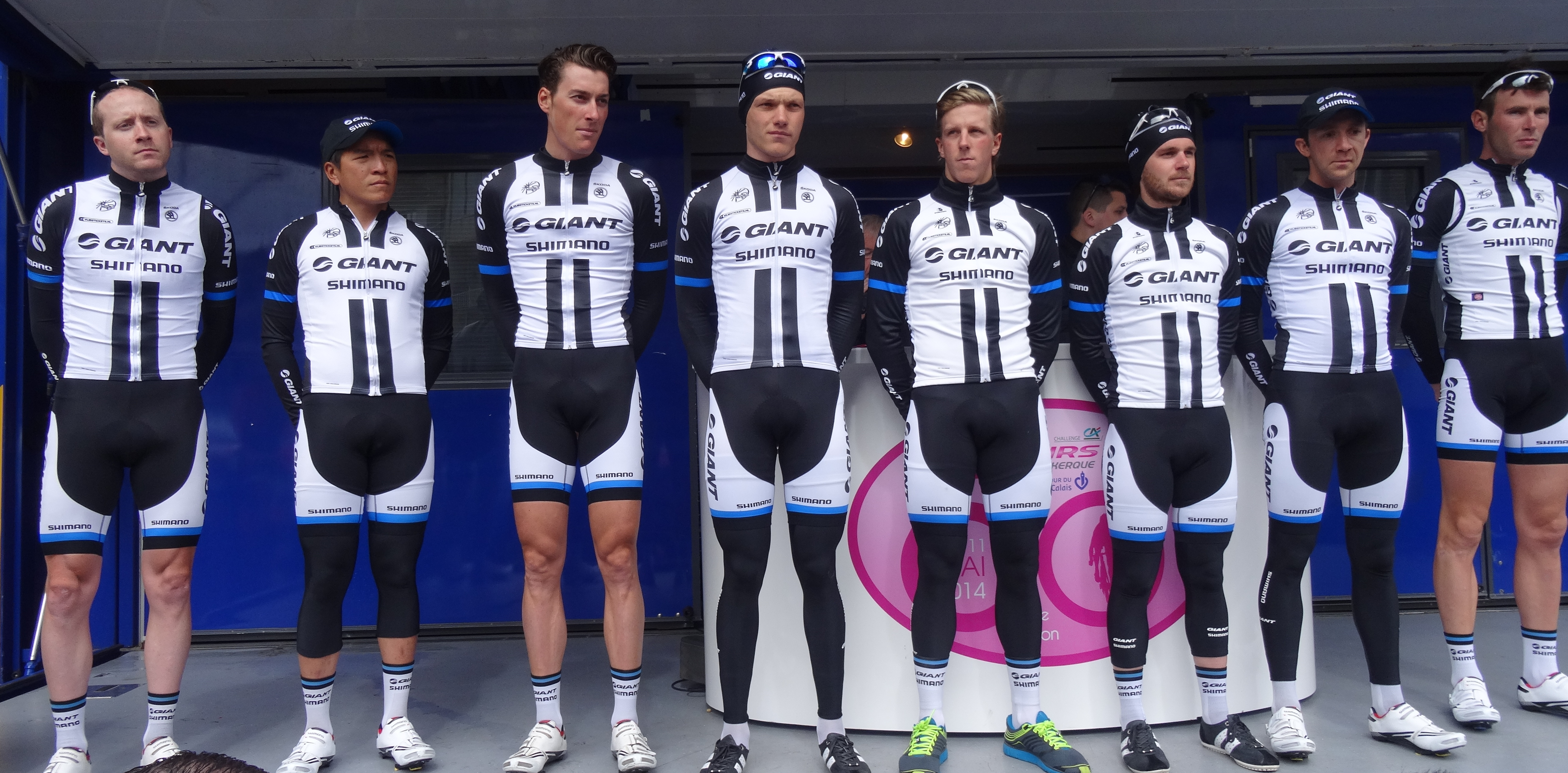
Mannschaftsbild 2014 bei den Quatre jours de Dunkerque

Das Team Picnic PostNL ist ein niederländisches Radsportteam mit Sitz in Deventer, das als UCI WorldTeam lizenziert ist.

## Organisation
Das Team entstand 2005 durch eine Fusion des japanischen Shimano-Teams mit der niederländischen Mannschaft Bankgiroloterij. Es hieß zunächst Shimano-Memory Corp und hat seinen Sitz in Deventer. Bis zur Saison 2014 fuhr das Team mit niederländischer Lizenz.
Das Team ist Mitglied im Mouvement Pour un Cyclisme Crédible (kurz MPCC; dt. Bewegung für einen glaubwürdigen Radsport). Bis zum Jahre 2010 gehörte zu dieser Mannschaft auch ein Bahnradsport-Team.
Am 28. September 2011 verkündete der Manager Iwan Spekenbrink, dass der Werkzeughersteller Skil Ende des Jahres 2011 sein 2006 begonnenes Engagement als Namenssponsor der Mannschaft beenden werde. Am 30. März 2012 gab das Team den Öl- und Gaskonzern Argos Energies als neuen Hauptsponsor bekannt, der ein Budget für die nächsten drei Jahre zusagte. Bis dahin war das Team die ersten Rennen der Saison 2012 unter dem Namen Project 1t4i (Team Spirit, Inspiration, Integrity, Improvement, Innovation) gefahren. Mit dem neuen Sponsor beantragte die Mannschaft eine ProTeam-Lizenz für die UCI World Tour 2012, verfehlte jedoch als das 21. Team einer hierzu aufgestellten Rangliste das sportliche Qualifikationskriterium. Für die Saisons 2013 bis 2016 erhielt das Team eine World-Tour-Lizenz.
Nachdem Argos angekündigt hatte, seine Unterstützung des Teams auslaufen zu lassen, sollte das Team ab 2014 von einem anderen Hauptsponsor unterstützt werden. Als sich dieser zum Ende des Jahres 2013 ebenfalls zurückzog, übernahm der neue Radausstatter des Teams, Giant, die Namenssponsorschaft.
Mit Beginn der Saison 2015 ersetzte der Bielefelder Kosmetikproduzent Dr. Wolff-Gruppe Shimano als zweiten Hauptsponsor. Das Team wurde entsprechend der Marke Alpecin in Team Giant-Alpecin umbenannt und erhielt eine deutsche Lizenz.
Zum Projekt gehört auch ein Frauenradsportteam, das für das Jahr 2012 unter dem Namen Skil 1t4i als UCI Women’s Team registriert wurde zwischenzeitlich Skil-Argos hieß und in den Saisons 2014 denselben Namen wie das Männerteam trug. Im Jahr 2015 trägt das Team den Namen Liv-Plantur.
Im Jahr 2014 gehörte zum Projekt auch ein Nachwuchsteam, das unter dem Namen Development Team Giant-Shimano gegründet wurde. Dieses Team wurde am Ende der Saison 2014 eingestellt, nachdem sich die Betreibergesellschaft entschied, das Scouting nicht mehr über eine Nachwuchsmannschaft, sondern durch „Talenttage“ vorzunehmen.
Im Januar 2016 wurden im Trainingslager in der spanischen Provinz Alicante die Deutschen John Degenkolb und Max Walscheid, der Franzose Warren Barguil, der Niederländer Ramon Sinkeldam, der US-Amerikaner Chad Haga sowie der Schwede Fredrik Ludvigsson von einem Auto angefahren. Der Unfall wurde von einer 73-jährigen Britin, die mit ihrem Geländewagen auf der falschen Seite fuhr, verursacht. Dabei zogen sich die Fahrer teilweise schwerste Verletzungen zu.
Neuer Namenssponsor wurde 2017 der Reiseveranstalter Sunweb. Im selben Jahr wurde das Development Team Sunweb als Farmteam gegründet und als UCI Continental Team registriert.
Ende April 2018 wurde bekanntgegeben, dass Sunweb im Gegensatz zu dem im Radsport meist anzutreffenden befristeten Sponsoringverträgen die Unterstützung des Teams auf eine unbefristete Basis mit zwei Jahren Kündigungsfrist zum Saisonende umgestellt hatte.
Im Dezember 2020 löste Koninklijke DSM das von der COVID-19-Pandemie stark getroffene Sunweb als Hauptsponsor ab. Dem Hauptsponsor folgend entschied sich das Team, ab der Saison 2022 wieder mit niederländischer Lizenz zu starten. Nach der Fusion von DSM mit dem Schweizer Aromen- und Duftstoff-Hersteller Firmenich erhielt das Team zum 1. Juli 2023 einen neuen Namen, der erste Renneinsatz unter dem neuen Namen war die Tour de France 2023.
Seit der Saison 2024 ist die niederländische Post Co-Titelsponsor des Teams, seit der Saison 2025 zusätzlich der Online-Supermarkt Picnic. Seit dem Einstieg von Picnic ist DSM nicht mehr Titelsponsor, bleibt aber dem Team als Innovationspartner in den Bereichen Ernährung und Gesundheit erhalten.

## Rezeption
Die damals Team Argos-Shimano genannte Mannschaft wird in dem Dokumentarfilm Neue Helden – im Herzen der Tour (Nieuwe Helden – In het Hart van de Tour/ Clean Spirit – In the Heart of the Tour) des niederländischen Filmemachers Dirk Jan Roeleven gewürdigt. Der Film, der während der Tour de France 2013 gedreht wurde, zeigt vor allem die Sprinter Marcel Kittel und John Degenkolb sowie deren Helfer Tom Veelers, der im Zielsprint der 10. Etappe nach einem Kontakt mit Mark Cavendish schwer stürzte. Die Dokumentation beschäftigt sich auch mit dem vom Teammanagement genannten Ziel, ohne Doping erfolgreich zu sein.

## Platzierungen in UCI-Ranglisten
UCI World Ranking
| World Ranking | World Ranking | World Ranking           | World Ranking |
| Jahr          | Teamwertung   | Einzelwertung           |               |
| ------------- | ------------- | ----------------------- | ------------- |
| 2016          | —             | Tom Dumoulin (24. )     |               |
| 2017          | —             | Tom Dumoulin (5. )      |               |
| 2018          | —             | Tom Dumoulin (8. )      |               |
| 2019          | 15.           | Michael Matthews (33. ) |               |
| 2020          | 5.            | Marc Hirschi (10. )     |               |
| 2021          | 21.           | Romain Bardet (54. )    |               |
| 2022          | 20.           | Thymen Arensman (33. )  |               |
| 2023          | 17.           | Romain Bardet (50. )    |               |
| 2024          | 16.           | Romain Bardet (31. )    |               |
|               |               |                         |               |
| Quelle: UCI   |               |                         |               |

UCI America Tour
| Saison | Mannschaftswertung | Fahrerwertung           |
| ------ | ------------------ | ----------------------- |
| 2009   | -                  | -                       |
| 2010   | -                  | -                       |
| 2011   | 37.                | Kenny van Hummel (319.) |
| 2012   | 29.                | Roger Kluge (186.)      |

UCI Asia Tour
| Saison | Mannschaftswertung | Fahrerwertung           |
| ------ | ------------------ | ----------------------- |
| 2005   | 12.                | Hidenori Nodera (12.)   |
| 2006   | 2.                 | Maarten Tjallingii (5.) |
| 2007   | 6.                 | Hidenori Nodera (10.)   |
| 2008   | 3.                 | Hidenori Nodera (16.)   |
| 2009   | 18.                | Tom Veelers (54.)       |
| 2010   | 47.                | Jin Long (228.)         |
| 2011   | 11.                | Kenny van Hummel (19.)  |
| 2012   | 18.                | Tom Veelers (34.)       |

UCI Europe Tour
| Saison | Mannschaftswertung | Fahrerwertung          |
| ------ | ------------------ | ---------------------- |
| 2005   | 44.                | Stefan Schumacher (5.) |
| 2006   | 16.                | Aart Vierhouten (28.)  |
| 2007   | 13.                | Paul Martens (40.)     |
| 2008   | 34.                | Robert Wagner (53.)    |
| 2009   | 6.                 | Kenny van Hummel (2.)  |
| 2010   | 10.                | Kenny van Hummel (16.) |
| 2011   | 2.                 | Marcel Kittel (4.)     |
| 2012   | 2.                 | John Degenkolb (1.)    |

UCI Oceania Tour
| Saison | Mannschaftswertung | Fahrerwertung         |
| ------ | ------------------ | --------------------- |
| 2009   | 21.                | Mitchell Docker (61.) |
| 2010   | -                  | -                     |
| 2011   | -                  | -                     |
| 2012   | 8.                 | Marcel Kittel (13.)   |

UCI World Calendar
| Saison | Mannschaftswertung | Fahrerwertung          |
| ------ | ------------------ | ---------------------- |
| 2009   | 26.                | Jonathan Hivert (118.) |
| 2010   | 31.                | Dominique Cornu (156.) |

UCI World Tour
| Saison | Mannschaftswertung | Fahrerwertung         |
| ------ | ------------------ | --------------------- |
| 2013   | 16.                | John Degenkolb (41.)  |
| 2014   | 8.                 | John Degenkolb (13.)  |
| 2015   | 10.                | John Degenkolb (12.)  |
| 2016   | 16.                | Tom Dumoulin (27.)    |
| 2017   | 4.                 | Tom Dumoulin (3.)     |
| 2018   | 9.                 | Michael Matthews (7.) |

## Mannschaft 2025
| Teamkader 2025                         | Teamkader 2025    | Teamkader 2025         | Teamkader 2025                               |
| Name                                   | Geburtsdatum      | Land                   | Vorheriges Team                              |
| -------------------------------------- | ----------------- | ---------------------- | -------------------------------------------- |
| Tobias Lund Andresen                   | 20. August 2002   | Dänemark               | Development Team DSM (2022)                  |
| Romain Bardet (1. Jan.–15. Jun., Anm.) | 9. November 1990  | Frankreich             | AG2R La Mondiale (2020)                      |
| Warren Barguil                         | 28. Oktober 1991  | Frankreich             | Arkéa-Samsic (2023)                          |
| Pavel Bittner                          | 29. Oktober 2002  | Tschechien             | Development Team DSM (2022)                  |
| Romain Combaud                         | 1. April 1991     | Frankreich             | Nippo-Delko One Provence (2020)              |
| John Degenkolb                         | 7. Januar 1989    | Deutschland            | Lotto-Soudal (2021)                          |
| Robbe Dhondt                           | 25. Juni 2004     | Belgien                | Development Team dsm-firmenich PostNL (2024) |
| Matthew Dinham                         | 9. April 2000     | Australien             | Team BridgeLane (2022)                       |
| Patrick Eddy                           | 17. Oktober 2002  | Australien             | Development Team DSM-Firmenich (2023)        |
| Alexander Edmondson                    | 22. Dezember 1993 | Australien             | Team BikeExchange-Jayco (2022)               |
| Nils Eekhoff                           | 23. Januar 1998   | Niederlande            | Development Team Sunweb (2019)               |
| Sean Flynn                             | 2. März 2000      | Vereinigtes Königreich | Tudor Pro Cycling Team (2022)                |
| Chris Hamilton                         | 18. Mai 1995      | Australien             | Avanti IsoWhey Sports (2016)                 |
| Fabio Jakobsen                         | 31. August 1996   | Niederlande            | Soudal Quick-Step (2023)                     |
| Bjoern Koerdt                          | 20. Juli 2004     | Vereinigtes Königreich | Club Cycliste d'Étupes (2024)                |
| Gijs Leemreize                         | 23. Oktober 1999  | Niederlande            | Jumbo-Visma (2023)                           |
| Enzo Leijnse                           | 16. Juli 2001     | Niederlande            | Development Team DSM-Firmenich (2023)        |
| Niklas Märkl                           | 3. März 1999      | Deutschland            | Development Team Sunweb (2020)               |
| Tim Naberman                           | 11. Mai 1999      | Niederlande            | Development Team DSM (2021)                  |
| Oscar Onley                            | 13. Oktober 2002  | Vereinigtes Königreich | Development Team DSM (2022)                  |
| Max Poole                              | 1. März 2003      | Vereinigtes Königreich | Development Team DSM (2022)                  |
| Timo Roosen                            | 11. Januar 1993   | Niederlande            | Jumbo-Visma (2023)                           |
| Julius van den Berg                    | 23. Oktober 1996  | Niederlande            | EF Education-EasyPost (2023)                 |
| Frank van den Broek                    | 28. Dezember 2000 | Niederlande            | Development Team DSM-Firmenich (2023)        |
| Casper van Uden                        | 22. Juli 2001     | Niederlande            | Development Team DSM (2022)                  |
| Kevin Vermaerke                        | 16. Oktober 2000  | Vereinigte Staaten     | Hagens Berman Axeon (2020)                   |
| Bram Welten                            | 29. März 1997     | Niederlande            | Groupama-FDJ (2023)                          |
| Juan Martínez                          | 21. November 2004 | Kolumbien              | Q36.5 Continental (2024)                     |
|                                        |                   |                        |                                              |
| Quelle: ProCyclingStats                |                   |                        |                                              |

Anmerkung: Romain Bardet, Karriereende des Sportlers